# Солонечна (Нерчинсько-Заводський район)
Солоне́чна (рос. Солонечная) — село у складі Нерчинсько-Заводського району Забайкальського краю, Росія. Входить до складу Широківського сільського поселення.

## Населення
Населення — 39 осіб (2010; 62 у 2002).
Національний склад (станом на 2002 рік):
- росіяни — 100 %